# Artiocetus
Artiocetus — вимерлий рід ранніх китів, що належать до родини Protocetidae. Це був близький родич Rodhocetus, і його заплесно вказує на те, що він нагадував парнокопитного.
Скам'янілості, знайдені в 2001 році в провінції Белуджистан Пакистану. Поширення скам'янілостей в Індо-Пакистані, Африці, Європі та Північній Америці свідчить про те, що цей вид віддав перевагу теплішому морському клімату, переважно в тропіках.

## Етимологія
Artiocetus — це поєднання Artiodactyla і лат. cetus — «кит, дельфін, морська свиня», оскільки ця скам'янілість була першою, яка показала, що ранні кити мали щиколотки, подібні до парнокопитних.

## Опис
Artiocetus clavis існував у ранньому лютеціанському віці (47 мільйонів років тому) і є одним із найстаріших відомих протоцетидних археоцитів. Хоча кит, можливо, був переважно водним, відкриття кісток щиколотки наводить на думку, що ця скам'янілість могла бути переходом між морськими та наземними ссавцями.
Як і Rodhocetus, Artiocetus мав кінцівки, порівняні з Ambulocetus, але більші передні та задні лапи, які, ймовірно, були перетинчастими. Вони, ймовірно, могли б пересуватися по суші, але досить незграбно, як сучасні тюлені.
Protocetidae були першою групою китів, у яких розвинулися хвостові пливці, що свідчить про те, що вони були швидкими, спритними хижаками, однак було припущено, що Artiocetus не мав хвостових пливців.